# 우진구

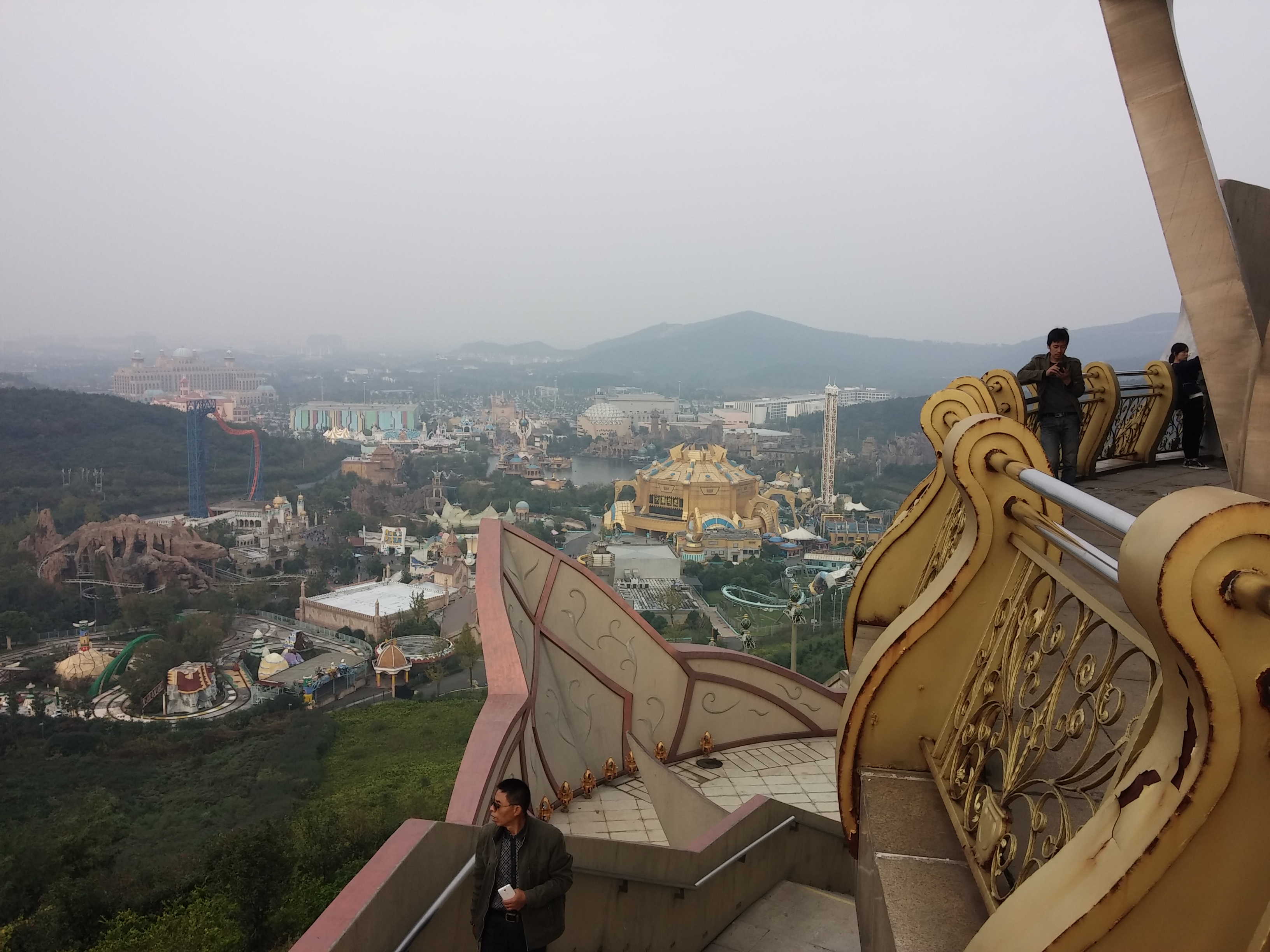

우진구(한국어: 무진구, 중국어: 武进区, 병음: Wǔjìn Qū)는 중화인민공화국 장쑤성 창저우 시의 행정구역이다. 넓이는 1061km2이고, 인구는 2007년 기준으로 980,000명이다. 지역의 언어는 우어의 창저우 방언을 사용한다. 2005년에 중국 최고의 100개 시와 현 중에서 8위를 차지했다.
우진은 춘추 시대의 고대 도시인 엄성(淹城)의 터가 있는 것으로 유명하다. 마을의 터에는 현재 3개의 인공 수로가 동심원을 이루며 마을을 둘러싸고 있다. 엄성으로 오는 많은 관광객들의 요구에 맞춰 2007년 쯤에 전통적인 상점과 박물관 건설을 마쳤다. 원래 부지의 많은 부분이 나무와 풀로 덮여있고 창저우 지역 주민들에게 공원으로써 인기가 높다. 2008년 말부터 원래 부지에 1인당 20위안의 입장료를 부과하기 시작했다.

## 행정 구역
2개 가도, 14개 진을 관할한다.
- 가도: 南夏墅街道, 西湖街道.
- 진: 湖塘鎮, 牛塘鎮, 洛陽鎮, 遙觀鎮, 橫林鎮, 雪堰鎮, 鄭陸鎮, 橫山橋鎮前黃鎮, 禮嘉鎮, 鄒區鎮, 嘉澤鎮, 湟里鎮, 奔牛鎮.